# Rafikjon Sultonov
Rafikjon Sultonov (* 19. Februar 1988) ist ein Amateurboxer aus Usbekistan. Er kämpft im Halbfliegengewicht (bis 48 kg).

## Karriere
Rafikjon Sultonov ist vor dem 1. Asiatischen Qualifikationsturnier für die Olympischen Spiele 2008 international noch nicht in Erscheinung getreten. Bei den Boxweltmeisterschaften 2007 in Chicago war Usbekistan in seiner Gewichtsklasse durch Olimjon Nazarov vertreten. Da dieser dort jedoch bereits in der ersten Runde ausschied, wurde Sultonov für das Turnier nominiert. Bei diesem im Februar 2008 in Bangkok ausgetragenen Qualifikationsturnier konnte er bis in das Finale vordringen, verlor dort aber gegen den Kasachen Birschan Schaqypow. Mit dem zweiten Platz in diesem Turnier konnte er sich dennoch für die Olympischen Spiele 2008 qualifizieren. In Peking traf er in der ersten Runde auf den für Frankreich antretenden Nordine Oubaali, verlor knapp mit 7:8 Punkten und schied somit aus dem Turnier aus.